# جووانی گراسو
جووانی گراسو (ایتالیایی: Giovanni Grasso؛ ‏ ۱۱ نوامبر ۱۸۸۸ – ۳۰ آوریل ۱۹۶۳) بازیگر اهل ایتالیا بود.
از فیلم‌هایی که وی در آن نقش داشته‌است، می‌توان به بله، مادام، ده فرمان، هارلم و بندر اشاره کرد.